# 蕭綜
蕭 綜（しょう そう、502年 - 531年）は、南朝梁の皇族。武帝蕭衍の次男。豫章王。字は世謙。北魏に亡命して名を賛と改め、字を徳文とした。

## 経歴
天監元年（502年）7月、蕭衍の淑媛呉氏の子として生まれた。母の呉淑媛はもともと斉の東昏侯蕭宝巻の後宮にあり、中興元年（501年）12月に蕭衍が建康を占領したときに略取され、翌年7月に蕭綜を産んだことから、蕭綜は実は東昏侯の子なのではないかと噂されていた。天監3年（504年）、蕭綜は梁の豫章郡王に封じられた。天監5年（506年）、使持節・都督南徐州諸軍事・仁威将軍・南徐州刺史として出向し、まもなく北中郎将に進んだ。天監10年（511年）、都督郢司霍三州諸軍事・雲麾将軍・郢州刺史に転じた。天監13年（514年）、安右将軍の号を受け、領石頭戍事をつとめた。天監15年（516年）、西中郎将に転じ、護軍将軍を兼ねた。さらに安前将軍・丹陽尹となった。天監16年（517年）、再び北中郎将・南徐州刺史に任じられた。普通2年（521年）、入朝して侍中・鎮右将軍となり、佐史を置いた。
蕭綜は成長すると、学問にすぐれ、文章を得意としたが、頻繁に馬を駆って夜間の遠出をし、人前で半裸でふざけ回るなどの非行も多かった。徐州にあっては、統治に刑罰を濫用した。武帝の子ではないとの俗説を気にして、曲阿の斉明帝陵を参拝したり、東昏侯の墓を暴いて験を求めたりするうちに、武帝に対する隔意を強めていった。
普通4年（523年）、使持節・都督南兗兗徐青冀五州諸軍事・平北将軍・南兗州刺史として出向した。南朝斉の建安王蕭宝寅が北魏にあると聞くと、使者を北魏に送って「叔父」と呼んだりした。普通5年（524年）、鎮北将軍に進んだ。普通6年（525年）、北魏の徐州刺史の元法僧が彭城で梁に降ると、武帝は蕭綜に都督として諸軍を統率させ、彭城に駐屯させた。ときに北魏の軍と対峙すること長く、武帝は兵の疲労を心配して、蕭綜に軍を退かせようとした。蕭綜は江南に帰ると、蕭宝寅に会えなくなることを恐れ、夜間に数騎で出奔し、北魏の安豊王元延明のもとに駆け込んだ。この年の秋に洛陽に入ったが、蕭宝寅は関中にいたため、会うことができず、使者を送ってその顔かたちを聞くのみであった。蕭綜は北魏の朝廷の礼遇を受けて、司空に任じられ、高平郡開国公・丹陽王に封じられた。名を賛と改め、字を徳文とした。
北魏の孝昌3年（527年）、蕭宝寅が長安で反乱を起こすと、蕭賛は連座を恐れて、白鹿山に逃げ込もうとしたが、河橋で捕らえられた。しかし反乱に直接関与していなかったことから、処罰は受けなかった。建義元年（528年）、爾朱栄に従って晋陽に赴き、孝荘帝に召されると洛陽に帰った。永安2年（529年）10月、司徒に転じた。11月、太尉となった。この頃、孝荘帝の姉の寿陽公主を妻に迎えた。永安3年（530年）4月、都督斉済西兗三州諸軍事・驃騎大将軍・開府儀同三司・斉州刺史として出向した。蕭宝寅が捕らえられると、蕭賛は助命を求める上表をおこなったが、聞き入れられなかった。12月、爾朱兆が洛陽に入って、孝荘帝を殺害すると、蕭賛も城民の趙洛周により斉州から放逐された。妻の寿陽公主は捕らえられて洛陽に送られ、爾朱世隆に手籠めにされそうになったが、従わずに殺された。蕭賛は刺史の任を放棄して、出家して沙門となり、長白山に入った。普泰元年（531年）、白鹿山に向かったが、陽平で病にかかり、死去した。享年は30。遺体は王礼で公主とともに嵩山に葬られた。東魏の元象元年（538年）、遺体は盗まれて江南に送られ、武帝は子として蕭氏の墓に葬った。
子の蕭直が南朝梁に残されており、永新県侯に封じられた。

## 伝記資料
- 『梁書』巻55 列伝第49
- 『南史』巻53 列伝第43
- 『魏書』巻59 列伝第47